# Danh sách xã thuộc thành phố Đà Nẵng
Tính đến ngày 1 tháng 1 năm 2025, thành phố Đà Nẵng có 47 đơn vị hành chính cấp xã, trong đó có 11 xã.
Dưới đây là danh các xã thuộc thành phố Đà Nẵng hiện nay.
| Xã         | Trực thuộc     | Diện tích (km²) | Dân số (người) | Mật độ dân số (người/km²) | Thành lập |
| ---------- | -------------- | --------------- | -------------- | ------------------------- | --------- |
| Hòa Bắc    | Huyện Hòa Vang |                 |                |                           |           |
| Hòa Châu   | Huyện Hòa Vang |                 |                |                           |           |
| Hòa Khương | Huyện Hòa Vang |                 |                |                           |           |
| Hòa Liên   | Huyện Hòa Vang |                 |                |                           |           |
| Hòa Nhơn   | Huyện Hòa Vang |                 |                |                           |           |
| Hòa Ninh   | Huyện Hòa Vang |                 |                |                           |           |
| Hòa Phong  | Huyện Hòa Vang |                 |                |                           |           |
| Hòa Phú    | Huyện Hòa Vang |                 |                |                           |           |
| Hòa Phước  | Huyện Hòa Vang |                 |                |                           |           |
| Hòa Sơn    | Huyện Hòa Vang |                 |                |                           |           |
| Hòa Tiến   | Huyện Hòa Vang |                 |                |                           |           |